# 加賀谷誠一
加賀谷 誠一（かがや せいいち、1925年1月22日 - 2015年8月11日）は、日本の経営者。フジクラ社長、会長を務めた。秋田県出身。

## 経歴
1947年に東京大学工学部電気工学科を卒業し、同年に藤倉電線(のちのフジクラ)に入社。1973年11月に取締役に就任し、1977年に常務、1981年6月に専務を経て、1982年6月には社長に就任。1992年12月に会長に就任し、1993年6月から相談役を務めた。
1986年4月に藍綬褒章を受章し、1995年4月に勲二等瑞宝章を受章。
2015年8月11日心不全のために死去。90歳没。